# Ryohei Okazaki
Ryohei Okazaki (岡﨑 亮平 Okazaki Ryohei?), född 25 april 1992 i Kanagawa prefektur, är en japansk fotbollsspelare.
Okazaki började sin karriär 2015 i Shonan Bellmare. 2015 blev han utlånad till Roasso Kumamoto. Han gick tillbaka till Shonan Bellmare 2018. Med Shonan Bellmare vann han japanska ligacupen 2018. 2019 flyttade han till FC Ryukyu.